# Pajeltisträsket
Pajeltisträsket är en sjö i Jokkmokks kommun i Lappland och ingår i Råneälvens huvudavrinningsområde. Sjön är 3,8 meter djup, har en yta på 0,0653 kvadratkilometer och befinner sig 217 meter över havet.

## Delavrinningsområde
Pajeltisträsket ingår i det delavrinningsområde (737231-174115) som SMHI kallar för Ovan Randträskbäcken. Medelhöjden är 226 meter över havet och ytan är 29,02 kvadratkilometer. Räknas de 10 avrinningsområdena uppströms in blir den ackumulerade arean 272,61 kvadratkilometer. Sör-Lillån (Aimobäcken) som avvattnar avrinningsområdet har biflödesordning 2, vilket innebär att vattnet flödar genom totalt 2 vattendrag innan det når havet efter 104 kilometer. Avrinningsområdet består mestadels av skog (62 procent) och sankmarker (33 procent). Avrinningsområdet har 0,13 kvadratkilometer vattenytor vilket ger det en sjöprocent på 0,4 procent.